# Estados-membros da Organização dos Estados Americanos
Todas as 35 nações independentes das Américas são Estados-membros da Organização dos Estados Americanos (OEA).

## Estados-membros
| Bandeira                 | Estado                    | Capital             | Data de adesão    | Chefe de Estado             | Chefe de governo            |
| ------------------------ | ------------------------- | ------------------- | ----------------- | --------------------------- | --------------------------- |
| Argentina                | Argentina                 | Buenos Aires        | 5 de maio de 1948 | Javier Milei                | Javier Milei                |
| Bolívia                  | Bolívia                   | Sucre               | 5 de maio de 1948 | Luis Arce                   | Luis Arce                   |
| Brasil                   | Brasil                    | Brasília            | 5 de maio de 1948 | Luis Inácio Lula da Silva   | Luis Inácio Lula da Silva   |
| Chile                    | Chile                     | Santiago            | 5 de maio de 1948 | Gabriel Boric               | Gabriel Boric               |
| Colômbia                 | Colômbia                  | Bogotá              | 5 de maio de 1948 | Gustavo Petro               | Gustavo Petro               |
| Costa Rica               | Costa Rica                | San José            | 5 de maio de 1948 | Rodrigo Chaves              | Rodrigo Chaves              |
| Cuba                     | Cuba                      | Havana              | 5 de maio de 1948 | Miguel Díaz-Canel           | Miguel Díaz-Canel           |
| El Salvador              | El Salvador               | San Salvador        | 5 de maio de 1948 | Nayib Bukele                | Nayib Bukele                |
| Equador                  | Equador                   | Quito               | 5 de maio de 1948 | Daniel Noboa                | Daniel Noboa                |
| Estados Unidos           | Estados Unidos da América | Washington, D.C.    | 5 de maio de 1948 | Donald Trump                | Donald Trump                |
| Guatemala                | Guatemala                 | Cidade da Guatemala | 5 de maio de 1948 | Bernardo Arévalo            | Bernardo Arévalo            |
| Haiti                    | Haiti                     | Porto Príncipe      | 5 de maio de 1948 | Edgard Leblanc Fils         | Garry Conille               |
| Honduras                 | Honduras                  | Tegucigalpa         | 5 de maio de 1948 | Xiomara Castro              | Xiomara Castro              |
| México                   | México                    | Cidade do México    | 5 de maio de 1948 | Andrés Manuel López Obrador | Andrés Manuel López Obrador |
| Nicarágua                | Nicarágua                 | Managua             | 5 de maio de 1948 | Daniel Ortega               | Daniel Ortega               |
| Panamá                   | Panamá                    | Cidade do Panamá    | 5 de maio de 1948 | José Raúl Mulino            | José Raúl Mulino            |
| Paraguai                 | Paraguai                  | Assunção            | 5 de maio de 1948 | Santiago Peña               | Santiago Peña               |
| Peru                     | Peru                      | Lima                | 5 de maio de 1948 | Dina Boluarte               | Dina Boluarte               |
| Uruguai                  | Uruguai                   | Montevidéu          | 5 de maio de 1948 | Luis Lacalle Pou            | Luis Lacalle Pou            |
| Venezuela                | Venezuela                 | Caracas             | 5 de maio de 1948 | Nicolás Maduro              | Nicolás Maduro              |
| Antígua e Barbuda        | Antígua e Barbuda         | Saint John's        | 1981              | Carlos III                  | Gaston Browne               |
| Bahamas                  | Bahamas                   | Nassau              | 1982              | Carlos III                  | Philip Davis                |
| Barbados                 | Barbados                  | Bridgetown          | 1967              | Carlos III                  | Mia Mottley                 |
| Belize                   | Belize                    | Belmopan            | 1991              | Carlos III                  | Johnny Briceño              |
| Canadá                   | Canadá                    | Ottawa              | 1990              | Carlos III                  | Mark Carney                 |
| Dominica                 | Dominica                  | Roseau              | 1979              | Sylvanie Burton             | Roosevelt Skerrit           |
| Granada                  | Granada                   | Saint George's      | 1975              | Carlos III                  | Dickon Mitchell             |
| Guiana                   | Guiana                    | Georgetown          | 1991              | Irfaan Ali                  | Mark Phillips               |
| Jamaica                  | Jamaica                   | Kingston            | 1969              | Carlos III                  | Andrew Holness              |
| São Cristóvão e Neves    | São Cristóvão e Nevis     | Basseterre          | 1984              | Carlos III                  | Terrance Drew               |
| Santa Lúcia              | Santa Lúcia               | Castries            | 1979              | Carlos III                  | Philip Pierre               |
| São Vicente e Granadinas | São Vicente e Granadinas  | Kingstown           | 1981              | Carlos III                  | Ralph Gonsalves             |
| Suriname                 | Suriname                  | Paramaribo          | 1977              | Chan Santokhi               | Chan Santokhi               |
| Trindade e Tobago        | Trinidad e Tobago         | Port of Spain       | 1967              | Christine Kangaloo          | Keith Rowley                |

## Não-membros
A lista seguinte é de Estados não-membros, uma vez que são também dependências de outras nações. Estão agrupados abaixo dos Estados que os controlam.
 Dinamarca
- Groenlândia

 Estados Unidos
- Ilha de Navassa
- Porto Rico
- Ilhas Virgens Americanas

 França
- Guadalupe
- Guiana Francesa
- Martinica
- São Bartolomeu
- São Martinho
- São Pedro e Miquelão Saint-Pierre e Miquelon

 Países Baixos
- Aruba
- Bonaire
- Curaçao
- Saba
- Sint Maarten
- Sint Eustatius

## Observadores

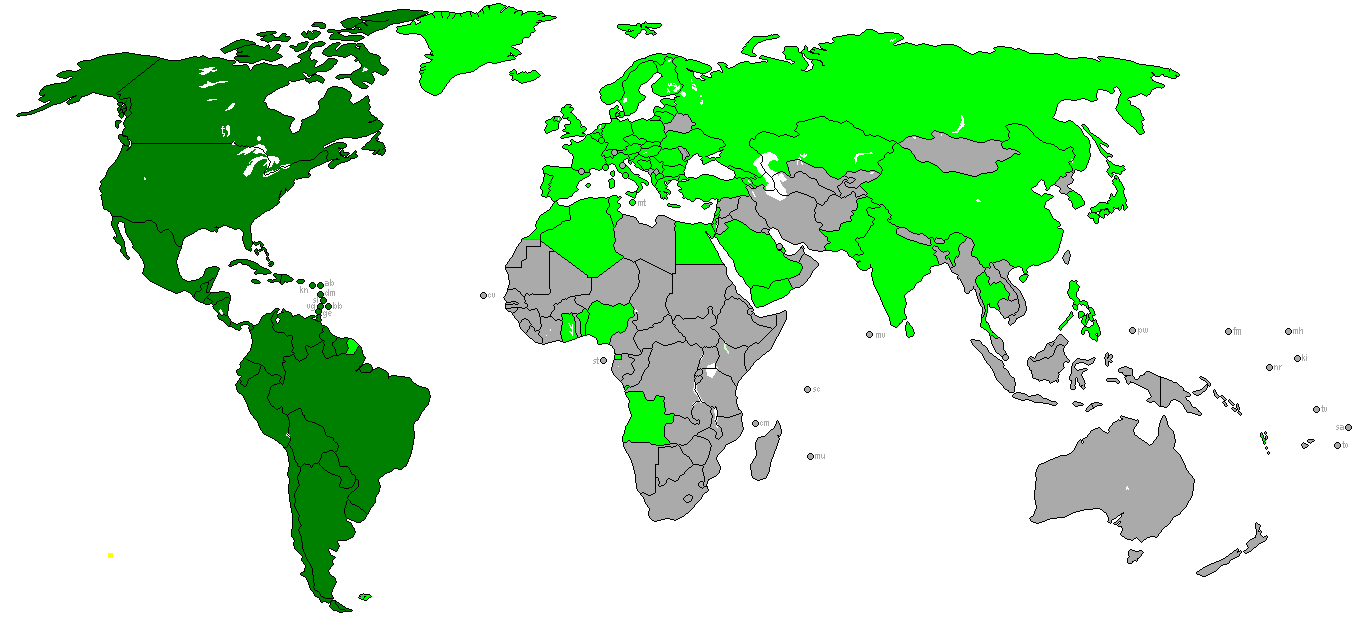
Membros
Observadores

- Albânia
- Alemanha
- Argélia
- Angola
- Armênia
- Áustria
- Azerbaijão
- Bélgica
- Benim
- China
- Croácia
- Chipre
- Dinamarca
- França
- Reino Unido
- Vaticano